# Johann Christian Baumgarten
Johann Christian Gottlob Baumgarten (n. 7 aprilie 1765, Luckau, Niederlausitz – d. 29 decembrie 1843, Sighișoara) a fost un medic și botanist german, stabilit în Transilvania. A fost autorul primului conspect critic al florei din Transilvania și al unui valoros ierbar, păstrat parțial până astăzi, la Cluj.

## Date biografice
Și-a început studiul în medicină și filozofie în anul 1785 la Leipzig. Deja în timpul studiului s-a dedicat cercetării florei în Leipzig și împrejurimi. După obținerea titlurilor de doctor în filosofie (1790) și doctor în medicină (1791), a plecat la Viena pentru aprofundarea cunoștințelor sale în domeniul medicinei și botanicii. Aici a aflat și despre deosebita și încă necercetata floră transilvăneană. În anul 1793 a făcut o călătorie la Sibiu pentru a cerceta mai îndeaproape flora, apoi s-a îndreptat împreună cu alți cercetători spre diverse zone din țară pentru a-și continua cercetările în acest domeniu. În toamna anului 1794 s-a hotărât să rămână pentru totdeauna în Transilvania și a respins mai multe oferte de a deveni profesor la Universitatea din Leipzig. La Sighișoara a fost profesor de fizică la Școala din Deal, dar cel mai mult a fost apreciat pentru calitățile sale de medic, care l-au făcut cunoscut chiar și peste granițele comitatului Târnava Mare, fiind căutat de nobilimea din părțile mai îndepărtate ale țării. Deoarece era bine plătit de nobilime, își putea permite să trateze săracii fără onorariu și plătea chiar el însuși medicamentele celor ce nu și le puteau permite.
În cinstea lui Baumgarten campanula a primit numele științific de Campanula baumgartenii.

## Opere
- Flora Lipsiensis Leipzig, 1790
- Enumeratio Stirpium in Magno Transylvaniae Principatu praeprimis indigenarum în 3 volume apărut la Viena, 1816
- Epist. gratul. brevis trepani coronati historia. Lipsiae, 1789.
- Sertum Lipsicum seu stirpes omnes praeprimis exoticas circa urbem... digessit atque descripsit, (1790.)
- Dissertatio politicophys. de arte decoratoria, 1791.
- Dissertatio inaug. de corticis ulmi campestris natura, viribus usuque medico, 1791.